# Лебедев, Алексей Павлович (генерал-майор)
Алексей Павлович Лебедев (1906—1968) — советский военный деятель, начальник Особого отдела Балтийского флота, генерал-майор береговой службы (1943).

## Биография
Родился в русской семье. В рядах РККА с 1926. В сентябре 1926 поступил курсантом в Военно-инженерную школу им. III Коминтерна в Москве. Член ВКП(б) с 1929. В мае 1930 окончил Московскую ВИШ им. Коминтерна краскомом. Переведён в ВМС РККА с 1930 года. С мая 1930 года — начальник прожекторной станции артиллерийской бригады. С августа 1930 исполняющий должность инженера дивизиона 61-го запасного артиллерийского полка. С февраля 1932 командир прожекторного взвода, с августа 1932 инженер дивизиона, с апреля 1935 инженер батареи 9-й артиллерийской бригады Тихоокеанского флота. С сентября 1937 до января 1939 учился в Военной академии химической защиты им. К. Е. Ворошилова по специальности военного инженера.
В январе 1939, будучи курсантом Военной академии химической защиты им. К. Е. Ворошилова, был направлен на работу в органы НКВД и назначен начальником Особого отдела НКВД Тихоокеанского флота. В том же месяце начальник Особого отдела НКВД Черноморского флота. С октября 1939 начальник Особого отдела НКВД Балтийского флота, с февраля 1941 года по февраль 1942 года — начальник 3-го отдела по Балтийскому флоту (в январе 1941 года органы военной контрразведки были выведены из НКВД и переданы в состав 3-х Управлений НКО/НКВМФ), с февраля 1942 года начальник Особого отдела НКВД Балтийского флота, с апреля 1943 года по 31 мая 1943 года — начальник ОКР «СМЕРШ» Балтийского флота. С мая 1943 были вместе с С. Г. Духовичем назначены заместителями начальника Управления контрразведки «Смерш» НКВМФ. После окончания войны оставался в прежней должности.
Чекисты Балтики вместе с моряками Балтийского флота первыми встретили войну. А. П. Лебедев участвовал в Таллинском прорыве Балтийского флота.
С мая 1946 до июля 1952 заместитель начальника 2-го (контрразведка в ВМФ) Управления 3 Главного управления МГБ СССР. С 1952 начальник Отдела контрразведки МГБ Горьковского военного округа. С 19 октября 1953 до марта 1954 заместитель начальника Особого отдела МВД — КГБ Прикарпатского военного округа. С ноября 1954 начальник Особого отдела Тульского гарнизона Московского военного округа. С августа 1956 начальник Особого отдела 28-й армии Белорусского военного округа. С января 1959 начальник Школы № 201 КГБ в городе Горький. С 1961 в действующем резерве КГБ. Работал в системе Министерства среднего машиностроения СССР: заместитель директора по режиму и охране, с 23 марта 1966 г. — заместитель директора) НИИ № 10 (п/я А-1997), Москва (19 апреля 1961 — 11 февраля 1968 г.). Похоронен на Ваганьковском кладбище в Москве.

### Звания
- майор ГБ (4 февраля 1939);
- бригадный комиссар (12 марта 1941);
- дивизионный комиссар (27 июля 1941);
- старший майор ГБ (28 сентября 1942);
- комиссар ГБ (14 февраля 1943);
- генерал-майор береговой службы (24 июля 1943);
- генерал-майор (5 мая 1952).

### Награды
Ордена Ленина (1956), 2 Красного Знамени (1943, 1947), Отечественной войны 1-й степени (1944), 2 Красной Звезды (1940, 1944), медали.